# Квинтанс, Иван
Иван Квинтанс (нем. Ivan Quintans; 15 октября, 1989) — лихтенштейнский футболист, защитник клуба «Букс». Выступал за национальную сборную Лихтенштейна.

## Клубная карьера
Воспитанник «Шана», затем «Вадуца». Не смог закрепиться в «Эшен-Маурене» и в 2011 году перешёл в «Бальцерс», где стал прочным игроком основы.

## Карьера в сборной
Провел 6 матчей за молодежную сборную княжества. Дебютировал в составе старшей сборной 11 ноября 2011 года в игре с Венгрией (0:5).

## Личная жизнь
По профессии — торговый агент. Любит играть в баскетбол и видеоигры.